# Hạ viện Ireland
Hạ viện Ireland (Dáil Éireann /dɑːl ˈɛərən/ dahl AIR-ən, tiếng Ireland: [ˌd̪ˠaːlʲ ˈeːɾʲən̪ˠ]; n.đ. 'Hội đồng của Ireland') là hạ viện của Quốc hội Cộng hòa Ireland, bao gồm tổng thống Ireland và Thượng viện Ireland. Hạ viện gồm 174 hạ nghị sĩ (Teachta Dála, số nhiều Teachtaí Dála, thường được viết tắt là TD) được bầu từ 43 đơn vị bầu cử với nhiệm kỳ tối đa năm năm. Bầu cử Hạ viện được tổ chức theo hệ thống đại diện tỷ lệ sử dụng một phiếu bầu có thể chuyển nhượng. Hạ viện là viện có nhiều quyền hạn hơn của Quốc hội và có quyền làm luật, đề cử và bãi nhiệm thủ tướng. Từ năm 1922, Hạ viện họp tại Phủ Leinster ở Dublin.

## Tên gọi
Tên gọi chính thức của Hạ viện Ireland trong tiếng Anh và tiếng Ireland là Dáil Éireann. Trong tiếng Ireland, dáil có nghĩa là một "cuộc họp, hẹn hò hoặc gặp gỡ". Điều 15 Hiến pháp Ireland quy định "hạ viện của Quốc hội được gọi là Dáil Éireann".

## Thành phần
Hạ viện gồm 174 hạ nghị sĩ. Hiến pháp Ireland quy định tỷ lệ tối thiểu là 20.000 dân và tối đa là 30.000 dân thì có một hạ nghị sĩ. Các hạ nghị sĩ được bầu trực tiếp theo hệ thống đại diện tỷ lệ sử dụng một phiếu bầu có thể chuyển nhượng. Nhiệm kỳ của Hạ viện tối đa năm năm. Hiện nay, mỗi đơn vị bầu cử Hạ viện bầu ra từ ba đến năm hạ nghị sĩ.
Ứng cử viên hạ nghị sĩ phải là công dân Ireland đủ 21 tuổi trở lên. Trong tiếng Ireland, một hạ nghị sĩ được gọi là Teachta Dála, thường được viết tắt là TD.
Công dân Ireland và Anh đủ 18 tuổi trở lên đã đăng ký cử tri tại Ireland có quyền bầu cử Hạ viện. Hiến pháp Ireland quy định cuộc bầu cử Hạ viện cứ ít nhất bảy năm phải được tổ chức một lần, nhưng Luật Bầu cử năm 1992 hiện tại quy định nhiệm kỳ của Hạ viện là năm năm. Thủ tướng có quyền đề nghị tổng thống giải tán Hạ viện bất cứ lúc nào, nhưng tổng thống có quyền từ chối nếu thủ tướng đã mất tín nhiệm của Hạ viện. Trong trường hợp Hạ viện bị giải tán một cuộc tổng tuyển cử phải được tổ chức chậm nhất là 30 ngày.

## Nhiệm kỳ
Hiến pháp Ireland quy định nhiệm kỳ của Hạ viện tối đa là bảy năm, trừ phi pháp luật quy định nhiệm kỳ ngắn hơn. Hiện tại, Luật Bầu cử năm 1992 quy định nhiệm kỳ của Hạ viện là năm năm. Kể từ khi Hiến pháp năm 1937 có hiệu lực, không có chính phủ Ireland nào đề xuất thay đổi nhiệm kỳ tối đa của Hạ viện.

### Giải tán
Bầu cử Hạ viện khóa mới phải được tổ chức chậm nhất là 30 ngày sau khi Hạ viện khóa cũ giải tán và Hạ viện khóa mới phải được triệu tập chậm nhất là 30 ngày sau cuộc bầu cử, tức là khoảng thời gian tối đa giữa thời điểm giải tán Hạ viện và kỳ họp đầu tiên của Hạ viện khóa mới sau cuộc tổng tuyển cử là 60 ngày.

## Chủ tịch Hạ viện
Chủ tịch Hạ viện (Ceann Comhairle) chủ trì các phiên họp của Hạ viện. Chủ tịch Hạ viện được Hạ viện bầu trong số hạ nghị sĩ sau mỗi cuộc tổng tuyển cử. Chủ tịch Hạ viện khai mạc phiên họp của Hạ viện, thi hành nội quy của Hạ viện và đảm bảo trật tự, kỷ luật tại phiên họp. Để bảo vệ tính trung lập của chủ tịch, Hiến pháp Ireland cho phép chủ tịch Hạ viện tự động tái cử vào Hạ viện khóa tiếp theo. Chủ tịch Hạ viện không biểu quyết trừ trường hợp có kết quả hòa. Chủ tịch Hạ viện đương nhiệm là Hạ nghị sĩ Verona Murphy.

## Nhiệm vụ và quyền hạn
Hạ viện là một trong ba bộ phận của Quốc hội, cùng với tổng thống Ireland và Thượng viện Ireland. Hiến pháp Ireland trao cho Hạ viện nhiều quyền hạn hơn Thượng viện và những dự luật được Hạ viện thông qua thường trở thành luật.
Hạ viện có những nhiệm vụ và quyền hạn sau đây:
- Đề cử thủ tướng để tổng thống bổ nhiệm;
- Phê chuẩn danh sách đề cử bộ trưởng của thủ tướng để tổng thống bổ nhiệm;
- Quyết định dự toán ngân sách nhà nước;
- Trình đề nghị sửa đổi Hiến pháp trước;
- Phê chuẩn điều ước quốc tế về tài chính;
- Quyết định tuyên bố chiến tranh;
- Trình dự luật tài chính trước;
- Đề cử tổng kiểm toán để tổng thống bổ nhiệm.

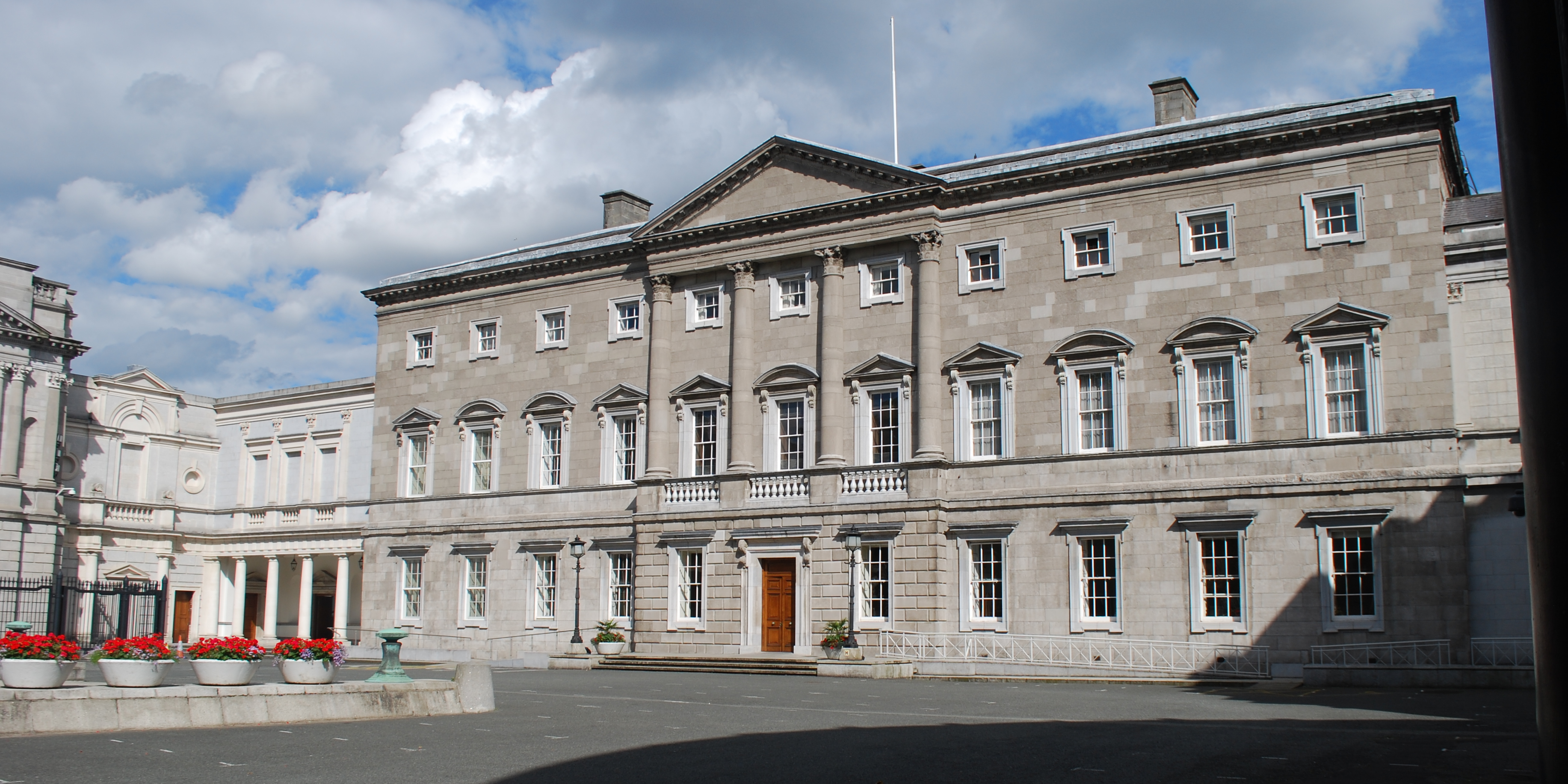
Phủ Leinster tại Dublin là trụ sở Hạ viện Ireland.

## Thành phần các khoá Hạ viện Ireland

### Cộng hòa Ireland (1919–1922)
|  | Đảng Lao động | SF (phản đối Điều ước Anh-Ireland) | SF | SF (ủng hộ Điều ước Anh-Ireland) | Labour Unionist | Irish Parliamentary | Khác | Không đảng phái | Đảng Nông dân | Ind. Unionist | Irish Unionist |

| 73 | 3 | 6 | 1 | 22 |

| 124 | 4 |

| 17 | 36 | 58 | 1 | 9 | 7 |

### Nhà nước Tự do Ireland(1922–1937)
|  | Đảng Lao động | SF / Đảng Cộng hòa | FF | Khác | Không đảng phái | Cumann na nGaedheal | FG | Đảng Nông dân | National Centre | Đảng Liên minh Quốc gia |

| 14 | 44 | 4 | 13 | 63 | 15 |

| 22 | 5 | 44 | 16 | 47 | 11 | 8 |

| 13 | 57 | 1 | 12 | 62 | 6 | 2 |

| 7 | 72 | 14 | 57 | 3 |

| 8 | 77 | 9 | 48 | 11 |

| 13 | 69 | 8 | 48 |

### Cộng hòa Ireland (từ năm 1937)
|  | Đảng Công nhân | Đảng Xã hội | PBP | PBP–S | I4C | Democratic Left | SF | Đảng Dân chủ Xã hội | Đảng Xanh | Đảng Lao động | National Labour Party | Clann na Poblachta | Clann na Talmhan | FF | Khác | Không đảng phái | PDs | FG | Đảng Ireland Độc lập | Aontú |

| 9 | 77 | 7 | 45 |

| 17 | 10 | 67 | 1 | 11 | 32 |

| 8 | 4 | 9 | 76 | 1 | 10 | 30 |

| 14 | 5 | 10 | 7 | 68 | 1 | 11 | 31 |

| 16 | 2 | 6 | 69 | 14 | 40 |

| 19 | 3 | 5 | 65 | 5 | 50 |

| 4 | 12 | 1 | 3 | 78 | 9 | 40 |

| 16 | 1 | 2 | 70 | 2 | 6 | 47 |

| 22 | 1 | 72 | 2 | 47 |

| 18 | 75 | 1 | 50 |

| 19 | 69 | 2 | 54 |

| 17 | 84 | 4 | 43 |

| 1 | 15 | 78 | 3 | 4 | 65 |

| 3 | 15 | 81 | 4 | 63 |

| 2 | 16 | 75 | 3 | 70 |

| 4 | 12 | 81 | 1 | 3 | 14 | 51 |

| 7 | 1 | 15 | 77 | 1 | 4 | 6 | 55 |

| 4 | 1 | 33 | 68 | 5 | 10 | 45 |

| 1 | 4 | 1 | 2 | 17 | 77 | 6 | 4 | 54 |

| 1 | 5 | 6 | 21 | 81 | 13 | 8 | 31 |

| 4 | 6 | 20 | 78 | 5 | 2 | 51 |

| 2 | 2 | 14 | 37 | 20 | 1 | 14 | 76 |

| 6 | 4 | 23 | 3 | 2 | 7 | 19 | 44 | 50 |

| 5 | 1 | 37 | 6 | 12 | 6 | 19 | 38 | 35 | 1 |

| 3 | 39 | 11 | 1 | 11 | 1 | 16 | 48 | 38 | 4 | 2 |